# Colobini
Colobini (колобуси) — триба мавп Старого Світу, яке включає всіх чорно-білих колобусів, червоних колобусів і оливкових колобусів.

## Класифікація
- Родина Cercopithecidae
  - Підродина Cercopithecinae
  - Підродина Colobinae
    - Триба Colobini
      - Рід Colobus — чорно-білі колобуси
      - Рід Piliocolobus — червоні колобуси
      - Рід Procolobus — оливкові колобуси
      - †Рід Cercopithecoides

    - Триба Presbytini